# Indywidualne Mistrzostwa Świata w Long Tracku 1976
Indywidualne Mistrzostwa Świata na długim torze 1976 – zawody żużlowe, mające na celu wyłonienie medalistów indywidualnych mistrzostw świata na długim torze w sezonie 1976. W finale zwyciężył, po raz trzeci w karierze, Nowozelandczyk Ivan Mauger.

## Terminarz
- 1. runda kwalifikacyjna – Vilshofen an der Donau, 9 maja 1976
- 2. runda kwalifikacyjna – Sztokholm, 9 maja 1976
- 3. runda kwalifikacyjna – Gornja Radgona, 9 maja 1976
- 4. runda kwalifikacyjna – Mühldorf am Inn, 22 maja 1976
- 1. półfinał – Aalborg, 8 sierpnia 1976
- 2. półfinał – Scheeßel, 15 sierpnia 1976
- finał – Mariańskie Łaźnie, 12 września 1976

## Rundy kwalifikacyjne
brak danych

## Półfinały
| Półfinały (awans: miejsca 1–9) | Półfinały (awans: miejsca 1–9) |
| Aalborg | Scheeßel                       |
| --- | ------------------------------ |
| 1. Ole Olsen – 20 2. Anders Michanek – 19 3. Joachim Kall – 19 4. Conny Samuelsson – 15 5. Josef Angermüller – 14 6. Zdeněk Kudrna – 13 7. Edgar Stangeland – 12 8. Don Godden – 12 9. Peter Collins – 10 | brak danych                    |

## Finał
- Mariańskie Łaźnie, 12 września 1976

| Msc. | Zawodnik          | Kraj            | Pkt |             |  |
| ---- | ----------------- | --------------- | --- | ----------- |  |
| 1    | Ivan Mauger       | Nowa Zelandia   | 26  | (6,6,6,6,2) |  |
| 2    | Ole Olsen         | Dania           | 25  | (4,6,6,6,3) |  |
| 3    | Egon Müller       | RFN             | 21  | (4,4,3,4,6) |  |
| 4    | Alois Wiesböck    | RFN             | 21  | (6,6,2,3,4) |  |
| 5    | Jiří Štancl       | Czechosłowacja  | 16  | (4,4,4,3,1) |  |
| 6    | Zdeněk Kudrna     | Czechosłowacja  | 14  | (3,4,3,4,u) |  |
| 7    | Anders Michanek   | Szwecja         | 12  | (3,3,4,2)   |  |
| 8    | Christoph Betzl   | RFN             | 10  | (6,3,d,1)   |  |
| 9    | Josef Angermüller | RFN             | 9   | (1,2,4,2)   |  |
| 10   | Václav Verner     | Czechosłowacja  | 8   | (2,3,2,1)   |  |
| 11   | Barry Briggs      | Nowa Zelandia   | 7   | (1,t,6,u)   |  |
| 12   | Don Godden        | Wielka Brytania | 5   | (0,2,3,d)   |  |
| 13   | Emil Sova         | Czechosłowacja  | 5   | (2,1,2)     |  |
| 14   | Hans Wassermann   | RFN             | 4   | (2,1,1)     |  |
| 15   | Wilhelm Duden     | RFN             | 4   | (3,0,1)     |  |
| 16   | Edgar Stangeland  | Norwegia        | 3   | (1,2,0)     |  |
| 17   | Stanislav Kubíček | Czechosłowacja  | 1   | (0,0,1)     |  |
| 18   | Conny Samuelsson  | Szwecja         | 1   | (0,1,–)     |  |
| 19   | rez. Jan Verner   | Czechosłowacja  | 0   | (0)         |  |

Uwagi:
- W finale nie wystąpili uprawnieni Joachim Kall oraz Peter Collins.

### Bieg po biegu
1. Wiesböck, Müller, Kudrna, Wassermann, Angermüller, Godden
2. Betzl, Olsen, Michanek, V.Verner, Briggs, Samuelsson
3. Mauger, Štancl, Duden, Sova, Stangeland, Kubicek
4. Mauger, Müller, Michanek, Godden, Samuelsson, Kubicek
5. Olsen, Štancl, Betzl, Angermüller, Wassermann, Duden
6. Wiesböck, Kudrna, V.Verner, Stangeland, Sova, Briggs (t)
7. Briggs, Angermüller, Godden, Sova, Kubicek, Betzl (d)
8. Mauger, Štancl, Kudrna, V.Verner, Wassermann, J.Verner
9. Olsen, Michanek, Müller, Wiesböck, Duden, Stangeland
10. Półfinał #1: Mauger, Müller, Wiesböck, Michanek, V.Verner, Briggs (u)
11. Półfinał #2: Olsen, Kudrna, Štancl, Angermüller, Betzl, Godden (d)
12. Finał: Müller, Wiesböck, Olsen, Mauger, Štancl, Kudrna (u)

Uwagi:
- do  półfinałów zakwalifikowało się 12 zawodników z największą liczbą punktów po części zasadniczej
- w finale wystąpiło 6 zawodników z największą liczbą punktów po części zasadniczej i półfinałach: Mauger (24), Olsen (22), Wiesböck (17), Müller (15), Štancl (15), Kudrna (14)